# The Sinner
The Sinner é uma série de antologia de drama policial norte-americana desenvolvida por Derek Simonds para a USA Network. O nome é uma homenagem ao romance de Petra Hammesfahr de 1999, que serviu de base para a primeira temporada. Bill Pullman estrela como um detetive de polícia que investiga crimes cometidos por culpados improváveis e tenta descobrir suas motivações. Apenas Pullman aparece em todas as temporadas, com o resto do elenco mudando a cada temporada.
Originalmente planejado como uma minissérie de oito episódios, The Sinner estreou em 2 de agosto de 2017, recebendo aclamação da crítica e altos números na audiência. O sucesso do programa levou a USA Network a transformá-lo em uma série de antologia, exibindo 32 episódios em quatro temporadas, terminando em 1º de dezembro de 2021.
A primeira temporada de The Sinner recebeu duas indicações no 75.º Globo de Ouro: Melhor Minissérie ou Filme para Televisão e Melhor Atriz em Minissérie ou Filme para Televisão para Jessica Biel. Biel também foi indicada ao Prêmio Emmy do Primetime de Melhor Atriz em Minissérie ou Filme para Televisão.

## Premissa
A primeira temporada da série segue os eventos que acontecem depois que uma jovem mãe, Cora Tannetti (Jessica Biel), matar um homem em público, mas não tem ideia do porquê de fazer isso.
Na segunda temporada, Ambrose retorna à sua cidade natal depois que um jovem garoto chamado Julian Walker confessa ter envenenado um casal e descobre segredos que os habitantes estão determinados a manter enterrados.
Na terceira temporada, Ambrose investiga um acidente de carro fatal em Upstate New York e descobre um caso muito maior e perturbador por trás dele.
Na quarta temporada, o agora aposentado Ambrose viaja para o norte do Maine para se recuperar do caso anterior. Uma tragédia ocorre ali envolvendo a filha de uma família importante, e ele é recrutado para ajudar na investigação.

## Elenco e personagens
| Ator                | Personagem              | Temporadas       | Temporadas       | Temporadas       | Temporadas       |
| Ator                | Personagem              | 1                | 2                | 3                | 4                |
| Elenco principal    | Elenco principal        | Elenco principal | Elenco principal | Elenco principal | Elenco principal |
| ------------------- | ----------------------- | ---------------- | ---------------- | ---------------- | ---------------- |
| Jessica Biel        | Cora Tannetti           | Principal        | Does not appear  | Does not appear  | Does not appear  |
| Christopher Abbott  | Mason Tannetti          | Principal        | Does not appear  | Does not appear  | Does not appear  |
| Dohn Norwood        | Detetive Dan Leroy      | Principal        | Participação     | Does not appear  | Does not appear  |
| Abby Miller         | Caitlin Sullivan        | Principal        | Does not appear  | Does not appear  | Does not appear  |
| Bill Pullman        | Detetive Harry Ambrose  | Principal        | Principal        | Principal        | Principal        |
| Carrie Coon         | Vera Walker             | Does not appear  | Principal        | Does not appear  | Does not appear  |
| Natalie Paul        | Heather Novack          | Does not appear  | Principal        | Does not appear  | Does not appear  |
| Hannah Gross        | Marin Calhoun           | Does not appear  | Principal        | Does not appear  | Does not appear  |
| Elisha Henig        | Julian Walker           | Does not appear  | Principal        | Does not appear  | Does not appear  |
| Tracy Letts         | Jack Novack             | Does not appear  | Principal        | Does not appear  | Does not appear  |
| Jessica Hecht       | Sonya Barzel            | Does not appear  | Does not appear  | Principal        | Principal        |
| Parisa Fitz-Henley  | Leela Burns             | Does not appear  | Does not appear  | Principal        | Does not appear  |
| Eddie Martinez      | Vic Soto                | Does not appear  | Does not appear  | Principal        | Does not appear  |
| Chris Messina       | Nick Haas               | Does not appear  | Does not appear  | Principal        | Does not appear  |
| Matt Bomer          | Jamie Burns             | Does not appear  | Does not appear  | Principal        | Does not appear  |
| Alice Kremelberg    | Percy Muldoon           | Does not appear  | Does not appear  | Does not appear  | Principal        |
| Michael Mosley      | Colin Muldoon           | Does not appear  | Does not appear  | Does not appear  | Principal        |
| Frances Fisher      | Meg Muldoon             | Does not appear  | Does not appear  | Does not appear  | Principal        |
| Cindy Cheung        | Stephanie Lam           | Does not appear  | Does not appear  | Does not appear  | Principal        |
| Ronin Wong          | Mike Lam                | Does not appear  | Does not appear  | Does not appear  | Principal        |
| Neal Huff           | Sean Muldoon            | Does not appear  | Does not appear  | Does not appear  | Principal        |
| Elenco recorrente   |                         |                  |                  |                  |                  |
| Joanna Adler        | Anne Farmer             | Recorrente       | Does not appear  | Does not appear  | Does not appear  |
| Danielle Burgess    | Maddie Beecham          | Recorrente       | Does not appear  | Does not appear  | Does not appear  |
| Patti D'Arbanville  | Lorna Tannetti          | Recorrente       | Does not appear  | Does not appear  | Does not appear  |
| Kathryn Erbe        | Fay Ambrose             | Recorrente       | Does not appear  | Does not appear  | Does not appear  |
| Enid Graham         | Elizabeth Lacey         | Recorrente       | Does not appear  | Does not appear  | Does not appear  |
| Jacob Pitts         | J.D. Lambert            | Recorrente       | Does not appear  | Does not appear  | Does not appear  |
| Nadia Alexander     | Phoebe Lacey            | Recorrente       | Does not appear  | Does not appear  | Does not appear  |
| Rebecca Wisocky     | Margaret Lacey          | Recorrente       | Does not appear  | Does not appear  | Does not appear  |
| Eric Todd           | Frankie Belmont         | Recorrente       | Does not appear  | Does not appear  | Does not appear  |
| Robert Funaro       | Ron Tannetti            | Recorrente       | Does not appear  | Does not appear  | Does not appear  |
| Grayson Eddey       | Laine Tannetti          | Recorrente       | Does not appear  | Does not appear  | Does not appear  |
| Ellen Adair         | Bess McTeer             | Does not appear  | Recorrente       | Does not appear  | Does not appear  |
| Adam David Thompson | Adam Lowry              | Does not appear  | Recorrente       | Does not appear  | Does not appear  |
| David Call          | Andy "Brick" Brickowski | Does not appear  | Recorrente       | Does not appear  | Does not appear  |
| Jay O. Sanders      | Tom Lidell              | Does not appear  | Recorrente       | Does not appear  | Does not appear  |
| Allison Case        | Rosemary Ambrose        | Does not appear  | Recorrente       | Does not appear  | Does not appear  |
| Brennan Brown       | Lionel Jeffries         | Does not appear  | Recorrente       | Does not appear  | Does not appear  |
| Maceo Oliver        | Garrett                 | Does not appear  | Recorrente       | Does not appear  | Does not appear  |
| Layla Felder        | Emma Hughes             | Does not appear  | Does not appear  | Recorrente       | Does not appear  |
| Leslie Fray         | Melanie                 | Does not appear  | Does not appear  | Recorrente       | Does not appear  |
| Luke David Blumm    | Eli                     | Does not appear  | Does not appear  | Recorrente       | Does not appear  |
| David Huynh         | CJ Lam                  | Does not appear  | Does not appear  | Does not appear  | Recorrente       |
| Joe Cobden          | Lou Raskin              | Does not appear  | Does not appear  | Does not appear  | Recorrente       |

## Episódios
| Temporada | Temporada | Episódios | Episódios | Originalmente exibido  | Originalmente exibido  |
| Temporada | Temporada | Episódios | Episódios | Estreia da temporada   | Final da temporada     |
| --------- | --------- | --------- | --------- | ---------------------- | ---------------------- |
|           | 1         | 8         | 8         | 2 de agosto de 2017    | 20 de setembro de 2017 |
|           | 2         | 8         | 8         | 1 de agosto de 2018    | 19 de setembro de 2018 |
|           | 3         | 8         | 8         | 6 de fevereiro de 2020 | 26 de março de 2020    |
|           | 4         | 8         | 8         | 13 de outubro de 2021  | 1 de dezembro de 2021  |

## Produção

### Desenvolvimento
A série, descrita como uma "série fechada" pela emissora, foi adaptada do livro de mesmo nome de Petra Hammesfahr; no entanto, a visão mais sombria do livro foi atenuada e o local mudou da Alemanha para o norte de Nova York nos Estados Unidos. É a primeira vez que Biel é produtora executiva de uma série, um papel que ela disse ser "de ouro". Biel afirmou que mudou para a produção para poder desenvolver projetos com papéis desafiadores e interessantes, em vez de esperar que eles aconteçam.
A série foi encomendada a 17 de janeiro de 2017, e os oito episódios foram transmitidos pela USA Network entre 2 de agosto e 20 de setembro de 2017. Originalmente, a série foi criada como uma minissérie; no entanto, em março de 2018, foi anunciado que The Sinner retornaria para uma segunda temporada. A segunda temporada estreou em 1 de agosto de 2018 e foi concluída em 19 de setembro de 2018 e teve oito episódios. Em 6 de março de 2019, a USA Network renovou a série para uma terceira temporada. que estreou em 6 de fevereiro de 2020. Em 15 de junho de 2020, a USA Network renovou a série para uma quarta temporada. Em 17 de novembro de 2021, foi relatado que a quarta temporada seria a última.

### Casting
Em maio de 2018, Carrie Coon, Natalie Paul e Hannah Gross foram escaladas para a segunda temporada como Vera, Heather e Marin, respectivamente. Com o anúncio da renovação da terceira temporada, foi anunciado que Matt Bomer iria estrelar a terceira temporada. Em 16 de agosto de 2019, Jessica Hecht, Parisa Fitz-Henley e Eddie Martinez foram escalados para os papéis principais na terceira temporada. Em 17 de março de 2021, Alice Kremelberg foi escalada para a quarta temporada como Percy Muldoon, membro de uma família de pescadores que enfrenta uma tragédia. Em 21 de abril de 2021, Michael Mosley juntou-se ao elenco como um novo personagem regular na quarta temporada. Em 9 de junho de 2021, Cindy Cheung, Ronin Wong e Neal Huff foram escalados como regulares na quarta temporada.

### Locais de filmagem
A série foi filmada principalmente no estado de Nova York; várias cidades foram usadas na primeira temporada para representar a cidade fictícia de Dorchester, em Nova York. O exterior do edifício Mt. Pleasant Justice Court em Valhalla, Nova York, foi usado para o prédio da polícia de Dorchester.
O fictício Beverwyck Club na primeira temporada foi filmado no Belvedere Estate, uma residência particular cercada por uma floresta em Tarrytown, Nova York. A produção utilizou alguns dos cômodos, o porão, o edifício Agora House e a área arborizada da propriedade. Algumas filmagens da primeira temporada também foram realizadas em Summerville, Carolina do Sul, e em North Charleston, Carolina do Sul. As cenas da prisão do condado foram filmadas no antigo centro de detenção do condado em St. George, Carolina do Sul, a 30 milhas de Summerville. Naquela época, o primeiro episódio ainda era considerado o piloto da série.
O vilarejo de Purchase, em Nova York, foi usado para filmar "um pedaço considerável" da segunda temporada; um local é o Restaurante Cobble Stone. O Pier 701 Restaurant & Bar na vila de Piermont, Nova York, foi usado para algumas filmagens na primeira temporada. Algumas filmagens foram concluídas em Prospect Point em Niagara Falls, Nova York; Bill Pullman foi incluído nessas cenas.
Na terceira temporada, Dorchester é especificado como sendo "próximo ao Rio Hudson no Condado de Somerset". A terceira temporada foi filmada principalmente no estado de Nova York, especialmente na cidade de Hartsdale, Nova York, no Condado de Westchester. Algumas filmagens para a terceira temporada foram concluídas na estação de trem de Hartsdale, rebatizada como Dorchester. As equipes também estavam filmando no verão de 2019 em Hastings-on-Hudson, Nova York, na loja Found Herbal Apothecary Herb e no Hastings Center Diner. Uma perseguição de carro foi filmada no Queens, em Nova York, e cenas ambientadas na escola fictícia de Briarton foram filmadas no Sínodo dos Bispos da Igreja Russa na East 93rd Street. Outros locais da cidade de Nova York incluem o STK Midtown Steakhouse e o City College of New York, ambos em Manhattan.
A quarta temporada começou a ser filmada no final de abril de 2021 na Nova Escócia e terminou em agosto de 2021.

## Recepção

### Resposta crítica
| Temporada | Temporada | Resposta crítica    | Resposta crítica   |
| Temporada | Temporada | Rotten Tomatoes     | Metacritic         |
| --------- | --------- | ------------------- | ------------------ |
|           | 1         | 90% (41 avaliações) | 71 (23 avaliações) |
|           | 2         | 97% (33 avaliações) | 75 (16 avaliações) |
|           | 3         | 85% (13 avaliações) | 81 (5 avaliações)  |
|           | 4         | 80% (5 avaliações)  | 70 (4 avaliações)  |

#### 1ª temporada
A série recebeu críticas geralmente positivas dos críticos. No site Rotten Tomatoes, a temporada tem um índice de aprovação de 90% com base em 41 avaliações, com uma classificação média de 6.6/10. O consenso crítico do site diz: "Inteligentemente imprevisível e liderado por performances poderosas de um elenco talentoso, o obscuramente atraente The Sinner afunda seus ganchos rapidamente e não te deixa ir embora." O Metacritic deu à série uma pontuação média ponderada de 71 de 100, com base em 23 críticos, indicando "críticas geralmente favoráveis".

#### 2ª temporada
Um índice de aprovação de 97% para a segunda temporada foi relatado pelo Rotten Tomatoes, com uma classificação média de 7.54/10 com base em 33 avaliações. O consenso diz: "Em sua segunda temporada, The Sinner se estabelece como uma série de suspense cativante com poder de permanência." O Metacritic atribuiu uma pontuação de 75 de 100 com base em 16 críticos para a segunda temporada, indicando "críticas geralmente favoráveis".
Mais uma vez elogiando a escrita e as performances, vários críticos notaram que a temporada seguinte superou as expectativas, já que a personagem da estrela Jessica Biel não voltou da primeira temporada.
Alex McLevy do The A.V. Club escreveu uma crítica entusiasmada dos primeiros episódios, em particular a atuação de Carrie Coon como a misteriosa Vera Walker. McLevy escreveu que a segunda temporada poderia ser ainda melhor do que a primeira, observando,
"Duas coisas o impedem de parecer uma repetição da primeira temporada: as excelentes escolhas em novas reviravoltas narrativas feitas pelo escritor-criador Derek Simonds e o calibre de talento envolvido em trazê-lo à vida. O chefe entre o último grupo é Carrie Coon, que ... traz uma fusão maravilhosa de humanismo em frangalhos e duplicidade sinistra para o papel, outra performance magnética do ator que eleva o material e empresta gravidade a algumas das curvas mais tolas e implausíveis."
Ben Travers do indieWire escreveu,
"Derek Simonds montou uma equipe incrível para uma temporada de acompanhamento intrigante. Os três primeiros episódios da 2ª temporada combinam com o tom e a intensidade da emocionante estreia do escritor, enquanto os novos membros do elenco Tracy Letts, Natalie Paul e Carrie Coon mais do que compensam quaisquer buracos deixados pelo elenco original. ... A 2ª temporada já está acontecendo o suficiente para sair dos trilhos, mas o simples fato de ter tanto trabalho até agora é uma grande vitória para todos os envolvidos. The Sinner não é uma maravilha de um só golpe."

#### 3ª temporada
No Rotten Tomatoes, a temporada tem uma taxa de aprovação de 85% com uma classificação média de 7.28/10 baseada em 13 avaliações. O consendo do site diz: "O mistério bem trabalhado da terceira temporada de The Sinner assume a masculinidade tóxica com cuidado, habilmente realizado pelas performances excepcionais de Matt Bomer e Chris Messina." O Metacritic atribuiu uma pontuação de 81 em 100 com base em 5 críticos para a terceira temporada, indicando "aclamação universal".

#### 4ª temporada
No Rotten Tomatoes, a temporada tem uma taxa de aprovação de 80% com uma classificação média de 8.40/10 baseada em 5 avaliações. O Metacritic atribuiu uma pontuação de 70 em 100 com base em 4 críticos para a quarta temporada, indicando "críticas geralmente favoráveis".

### Audiência
| Temporada | Horário (ET)                                  | Episódios           | Primeira exibição      | Primeira exibição      | Última exibição        | Última exibição     | Méd. audiência (milhões) | Adultos de 18–49 anos (média) |      |
| Temporada | Horário (ET)                                  | Episódios           | Data                   | Audiência (milhões)    | Data                   | Audiência (milhões) | Méd. audiência (milhões) | Adultos de 18–49 anos (média) |      |
| --------- | --------------------------------------------- | ------------------- | ---------------------- | ---------------------- | ---------------------- | ------------------- | ------------------------ | ----------------------------- | ---- |
| 1         | Quarta-feira 22h                              | 8                   | 2 de agosto de 2017    | 1.63                   | 20 de setembro de 2017 | 2.44                | 1.80                     | ASD                           | 0.53 |
| 2         | 8                                             | 1 de agosto de 2018 | 1.15                   | 19 de setembro de 2018 | 1.13                   | 1.10                | ASD                      | 0.28                          |      |
| 3         | Quinta-feira 21h (1–2) Quinta-feira 22h (3–8) | 8                   | 6 de fevereiro de 2020 | 0.88                   | 26 de março de 2020    | 0.65                | 0.65                     | ASD                           | 0.16 |
| 4         | Quarta-feira 22h                              | 8                   | 13 de outubro de 2021  | 0.38                   | 1 de dezembro de 2021  | 0.45                | ASD                      | ASD                           | ASD  |

### Prêmios e indicações
| Ano  | Ceremônia                         | Categoria                                                         | Indicado(s)  | Resultado | Ref.          |
| ---- | --------------------------------- | ----------------------------------------------------------------- | ------------ | --------- | ------------- |
| 2018 | Critics' Choice Television Awards | Melhor Ator em Minissérie ou Filme para Televisão                 | Bill Pullman | Indicado  | [ 55 ]        |
| 2018 | Critics' Choice Television Awards | Melhor Atriz em Minissérie ou Filme para Televisão                | Jessica Biel | Indicado  | [ 55 ]        |
| 2018 | Prêmios Globo de Ouro             | Melhor Atriz em Minissérie ou Filme para Televisão                | Jessica Biel | Indicado  | [ 56 ]        |
| 2018 | Prêmios Globo de Ouro             | Melhor Minissérie ou Filme para Televisão                         | The Sinner   | Indicado  | [ 56 ]        |
| 2018 | People's Choice Awards            | O Programa Digno de Nota de 2018                                  | The Sinner   | Indicado  | [ 57 ] [ 58 ] |
| 2018 | Primetime Emmy Award              | Melhor Atriz em Minissérie ou Filme para Televisão                | Jessica Biel | Indicado  | [ 59 ]        |
| 2018 | Saturn Awards                     | Melhor Apresentação de Televisão                                  | The Sinner   | Indicado  | [ 60 ]        |
| 2019 | Screen Actors Guild Awards        | Melhor Performance por Ator em Minissérie ou Filme para Televisão | Bill Pullman | Indicado  | [ 61 ]        |
| 2019 | Saturn Awards                     | Melhor série de televisão de suspense e ação                      | The Sinner   | Indicado  | [ 62 ]        |
| 2019 | Saturn Awards                     | Melhor Ator de Televisão                                          | Bill Pullman | Indicado  | [ 62 ]        |